# Adjudant
|  | Denne artikel er om den militære titel. Se Adjudant (fugl) for fuglen adjudant. |
Adjudant eller adjutant (lat., fr. aide de camp) er en officer, der forretter personlig tjeneste hos en højerestillet militærperson eller er ansat ved en højere militær myndighed eller troppechef for at bistå denne ved arbejderne i bureauet og under tjenesten i marken. I den franske hær anvendes benævnelsen adjutant for den højeste underofficersgrad.